# النسبة الفاضلة
النسبة الفاضلة هي نظام دقيق ابتكره ابن مقلة لقياس أبعاد الحروف العربية وتحقيق التوازن في الخط العربي. تعتمد على استخدام حرف الألف كمرجع، وتحديد النسب عبر النقطة والدائرة لضمان تناسق الحروف. يتم تطبيقها بخطوات تشمل قياس الألف، رسم الدائرة، وتحديد أبعاد باقي الحروف. تساهم في تحقيق الجمال والدقة، وتعزز التراث الخطي العربي. ومع ذلك، فهي ليست القاعدة الوحيدة، إذ تؤثر عوامل أخرى مثل القلم والحبر والإحساس الفني في جودة الخط.

## المفهوم
تقوم النسبة الفاضلة على اعتبار حرف الألف وحدة قياس أساسية، حيث يُحدد عرضه وطوله بعدد معين من النقاط. ثم تُرسم دائرة يكون قطرها مساوياً لطول الألف، وتُستخدم هذه الدائرة لتحديد أبعاد الحروف الأخرى، مما يضمن التناسق البصري.

## أهداف النسبة الفاضلة
- تحقيق التناسق بين الحروف.
- تسهيل تعليم الخط العربي عبر ضوابط دقيقة.
- الوصول إلى أعلى درجات الجمال في تكوين الحروف والكلمات.

## العلاقة بالنسبة الذهبية
يرى بعض الباحثين أن للنسبة الفاضلة تشابهًا مفاهيميًا مع النسبة الذهبية، من حيث السعي لتحقيق الجمال والتناغم البصري، إلا أن النسبة الفاضلة صُممت خصيصًا لتتناسب مع بنية الحرف العربي.

## التأثير التاريخي
اعتمد ابن البواب وياقوت المستعصمي مبادئ النسبة الفاضلة في تطوير الخط المنسوب، مما أسهم في ترسيخ جماليات الخط العربي في العصور اللاحقة، خصوصًا في خطوط الثلث والنسخ والرقعة.